# Шарм, Франсуа
Франсуа Шарм (1848—1916) — французский администратор и журналист.
В 1870 г. был секретарем академии в Монпелье. После войны он поступил на службу в министерство народного просвещения. Кроме многочисленных отчетов, которые ему приходилось составлять, ему принадлежит «Comité des travaux historiques et scientifiques» (история и документы) в коллекции «Documents inédits de l’histoire de France», издаваемой министерством народного просвещения (Париж, 1887).